# Lester Thurow
Lester Carl Thurow (Livingston, 7 maggio 1938 – Westport, 25 marzo 2016) è stato un economista statunitense, ex preside della Sloan School of Management dell'MIT e autore di libri sull'economia politica.

## Biografia e pensiero
Nato nella città di Livingston, nel Montana, nel 1960 Thurow si laureò in economia politica al Williams College, facendo parte delle confraternite Theta Delta Chi e Phi Beta Kappa. Dopo aver ottenuto una Rhodes Scholarship, studiò filosofia, politica ed economia al Balliol College di Oxford, laureandosi nel 1962 con il massimo dei voti. Ricevette infine un dottorato in economia dall'Università di Harvard nel 1964.
Nel corso della sua carriera, Thurow sedette nei consigli di amministrazione delle società Analog Devices, Grupo Casa Autrey, E-Trade e TSMC. Contribuì inoltre a fondare il think tank Economic Policy Institute (nel 1986), e fu editorialista economico per il New York Times, il Boston Globe e USA Today. Nel 1982 gli fu assegnato il Premio Gerald Loeb in qualità di redattore ed editorialista della rivista Newsweek.
Thurow fu convinto sostenitore dei sistemi politico-economici di stampo giapponese ed europeo, in cui il coinvolgimento del governo nella direzione dell'economia è molto più marcato rispetto agli Stati Uniti (un modello che è poi diventato noto come filosofia della "terza via"). Thurow caldeggiò un sistema di brevetti più universale quale premessa per un'economia basata sulla conoscenza. Celebre è inoltre la sua teoria credenzialista "debole".
È morto il 25 marzo 2016 nella sua abitazione di Westport, in Massachusetts, all'età di 77 anni.